# スーパーマンの映画作品
DCコミックスから出版されているコミック作品に登場する架空のキャラクターであるスーパーマンは、誕生以来多数の映画作品に登場している。
初めてのスーパーマンの長編映画は1951年の『スーパーマンと地底人間』である。
1974年、イリヤ・サルキンドとアレクサンダー・サルキンドとピエール・スペングラーが『スーパーマン』の映画化権を獲得し、数段階の脚本執筆を経て、リチャード・ドナー監督が雇われ、『スーパーマン』（1978年）と『スーパーマンII』（1980年）を撮った。ドナーは1作目が完成する前の段階で既に『スーパーマンII』の80%を撮影済みであった。『スーパーマン』の公開後、サルキンド親子はドナーを解雇し、『スーパーマンII』を完成させた。レスターは『スーパーマンIII』（1983年）も監督し、そしてサルキンド親子は1984年のスピンオフ『スーパーガール』をプロデュースした後、キャノン・フィルムズへ権利が売却され、『スーパーマンIV』（1987年）が公開された。
その後15年に渡って5作目の『スーパーマン』の企画が練られ、2006年に『スーパーマン』と『スーパーマンII』の流れを汲んだブライアン・シンガー監督の『スーパーマン リターンズ』が公開された。ワーナー・ブラザースは『スーパーマン リターンズ』の興行成績に満足せず、シリーズのリブートを決定し、2013年6月にザック・スナイダー監督、デヴィッド・S・ゴイヤー脚本、クリストファー・ノーラン製作の『マン・オブ・スティール』が公開される。

## 連続活劇映画
スーパーマンが初めて大スクリーンに登場したのはコロンビア映画による連続活劇『Superman』（1948年）と『Atom Man vs. Superman』（1950年）である。

## 『スーパーマンと地底人間』（1951年）
1951年の映画『スーパーマンと地底人間』は、スーパーマンをジョージ・リーヴス、ロイス・レインをフィリス・コーテスが演じた。プロデューサーはバーニー・A・サレッキー、監督はリー・ショレム、脚本はリチャード・フィールディングである。

## オリジナルシリーズ

### 『スーパーマン』（1978年）
1973年、プロデューサーのイリヤ・サルキンドは父のアレクサンダーがスーパーマンの権利を購入することを確信した。彼らは2本の映画の脚本を書かせるマリオ・プーゾを雇い、さらにスティーヴン・スピルバーグを監督として交渉したが、『ジョーズ』が予算オーバーとなっていることを理由にアレクサンダーは彼を拒否した。マーロン・ブランドとジーン・ハックマンはそれぞれジョー＝エルとレックス・ルーサーを演じる契約を交わし、さらにガイ・ハミルトンを監督に雇った。しかしながらブランドはイタリアで『ラストタンゴ・イン・パリ』のわいせつ描写に関する訴訟を抱え、またハミルトンは税金の支払いに関する問題のためにイングランドでの撮影が困難であった。サルキンド親子は新たにリチャード・ドナーを監督に雇った。ドナーは脚本修正のためにトム・マンキーウィッツを雇い、キリストのようなオーバートン(重厚さ)を持つシリアスな雰囲気を漂わせた。
スーパーマン役にはクリストファー・リーヴが選ばれた。ブランドの撮影期間は2週間未満であり、また脚本も読んでいなかったにもかかわらず、彼のギャラは出演者の中で最高の370万ドルに収益の11.75%という契約であった。映画は批評的にも商業的にも成功した。公開は1978年のクリスマスシーズンであったが、当時は競争相手が無かったために成功したのだとプロデューサーは考えた。
77年の『スター・ウォーズ』を始め光学合成技術が躍進した時期であったが、スーパーマンのコスチュームはブルーが主体なので背景とコスチュームが似た色になるブルーバック合成は使えなかった。1968年の『2001年宇宙の旅』で視覚効果製作に参加していたゾラン・ペリシックが同作で大々的に使われたフロント・プロジェクション技術を応用し「ゾプティック・プロセス」を開発。ワイヤーワークで役者を吊り下げるより動きの自由度を広げ、自然に見える飛行シーンを実現した。またフロント・プロジェクションの背景に使われる反射スクリーンの素材を惑星クリプトンの人々が着用するスーツに貼り付けフロント・プロジェクションシステムで撮影することで、衣服が輝く斬新な映像も生み出している。

### 『スーパーマンII』（1980年）
サルキンド親子と衝突したドナーのものと、彼の降板後に引き継いだリチャード・レスターによるものの2作が存在する。1作目と2作目を同時に製作中、予算が超過すると映画会社側は『スーパーマンII』の製作中止を決め、本来2作目の結末となるはずの場面が1作目に回された。その後『スーパーマン』が成功したにもかかわらず、ドナーは『スーパーマンII』は監督に復帰できず、レスターにより完成させられ、映画はよりコメディ調となった。さらにサルキンド親子は財政面での理由からブランドの出演箇所をカットし、さらに作曲のジョン・ウィリアムズも他のプロジェクトのために降板した。『スーパーマンII』は商業的にも批評的にも成功した。2006年、リチャード・ドナーとプロデューサーのマイケル・ソーにより『スーパーマンII リチャード・ドナーCUT版』が製作され、11月28日に公開された。この新バージョンは批評家から高評価された。

### 『スーパーマンIII』（1983年）
3作目のためにイリヤ・サルキンドはブレイニアック、Mr.ミクシィズピトルク、スーパーガールが登場し、映画を宇宙規模に広げた脚本の概要を執筆した。元のアウトラインではブレイニアックとスーパーガールの親子関係が描かれていたり、またコミックでは従兄妹であったにもかかわらずスーパーマンとスーパーガールが恋愛をするというものであった。ワーナー・ブラザースはその案を拒否し、リチャード・プライヤー演じるガス・ゴーマンが登場する『スーパーマンIII』を独自に作り上げた。一新された脚本では、ブレイニアックの役割は悪の「最強のコンピュータ」に縮小された。映画は商業的には成功したものの、前作までのシリアスなトーンと相反するプライヤーの演技などがファンの失望を買い、また悪のスーパーマンの描写は論争を巻き起こした。却下されたサルキンドの案は2007年にオンライン上で公開された。

### 『スーパーガール』（1984年）
サルキンド親子は『スーパーマン』の権利を獲得した際、スーパーマンの従姉妹のスーパーガールの権利も購入していた。『スーパーガール』は1984年にリーヴの映画のスピンオフとして公開され、これが映画デビュー作となるヘレン・スレイターがスーパーガールを演じた。

### 『スーパーマンIV』（1987年）
キャノン・フィルムズがリーヴのスーパーマンの4作目のオプションを獲得し、またリーヴも映画が核兵器をテーマとしていることから再出演を決めた。しかしながらキャノン側が『スーパーマンIV』の予算を3500万ドルから1500万ドルにまで減らし、乏しい視覚効果と度重なる編集もあって批評家の反応は芳しくなかった。ワーナー・ブラザースは3作目と4作目の不振を理由にシリーズに一時的な休息期間を与えることを決めた。

### 5作目の案
『スーパーマンIV』が失敗する以前にキャノン・フィルムズはアルバート・ピュンを監督として5作目を製作する予定であった。キャノンの倒産後、映画権はサルキンド親子の下へ戻った。イリヤ・サルキンドは1990年代初頭にテレビシリーズ『Superboy』の脚本を務めていたキャリー・ベイツとマーク・ジョーンズと共に『Superman V』（別題『Superman: The New Movie』）の原案を執筆した。この原案は死にかけたスーパーマンがクリプトン星の都市カンドアに流れ着くという内容であり、偶然ではあるが「デス・オブ・スーパーマン」と類似していた。サルキンド、ベイツ、ジョーンズは2つの原案を開発し、またクリストファー・リーヴの続投も計画していた。

### その他の案

#### Superman Reborn
1992年に発表された原作コミックのエピソード「デス・オブ・スーパーマン」が大反響を呼んだのを受けて、ワーナー・ブラザースは1993年にサルキンド親子からスーパーマンの映画化権を購入し、『バットマン』を手がけたプロデューサーのジョン・ピーターズを再び起用した。スタジオは『Superman: The New Movie』の原案を使わず、ピーターズは新しい脚本のためにジョナサン・レムキンを雇った。ワーナー・ブラザースは新しい『スーパーマン』映画をメインストリームの観客を対象とし、1990年代のMTV世代のスタイルの脚本を書くように指示した。同時に、『バットマン フォーエヴァー』の時と同じく、玩具展開をしやすいファミリー映画的アプローチも求めた。大手玩具会社たちはアメリカ国際玩具フェアのスケジュールに合わせて脚本を提出するように求めていた。
『Superman Reborn』と題されたレムキンの脚本では、ロイス・レインとクラーク・ケントのロマンスと、スーパーマンとドゥームズデイとの戦いが描かれる。スーパーマンはロイスにプロポーズするが、ドゥームズデイによって殺害される。だが、彼の命がロイスに宿って処女懐妊する。産まれた子供はわずか3週間で21歳まで成長し、新たなスーパーマンとなって世界を救う。だが、ワーナー・ブラザースは『バットマン フォーエヴァー』と同様のものを感じたため、この脚本を没にした。
ピーターズは脚本書き直しのためにグレゴリー・ポイリアーを雇った。ポイリアーの1995年12月の脚本ではブレイニアックが「クリプトナイトの血」を注入してドゥームズデイを生み出し、スーパーマンを殺害する。しかし、ブレイニアックの犠牲者であるカドムスという名のエイリアンが遺体を盗み出してスーパーマンを蘇生させ、共にブレイニアックを倒すという内容である。その他にヴィランとしてパラサイトとシルバー・バンシーが登場する。ポイリアーの脚本はワーナー・ブラザースに評価されたが、その後新たにケヴィン・スミスが脚本書き直しのために雇われた。スミスはポイリアーの脚本はスーパーマンの原作を正しくリスペクトしていないと考えた。

#### Superman Lives
1996年8月にケヴィン・スミスが新たな原案をワーナーに渡すと、3つの条件を満たすことで脚本執筆が認められた。ピーターズはスーパーマンが黒ずくめのスーツを着て、空を飛ばず、「ボーイスカウトがそのまま成長したかのように見える」ことを望んだ。スミスはスーパーマンの飛行を、原作で表現されているような「赤と青の軌跡を描いて、飛行のたびにソニックブームを生み出す」ように表現した。また、ピーターズはクライマックスで巨大な蜘蛛を登場させたがった。スミスはこの条件も受け入れた。ピーターズとワーナー・ブラザースはまたブレイニアックと白熊が戦う場面をスミスに書かせた。のちにピーターズは『ワイルド・ワイルド・ウエスト』で蜘蛛型ロボットを登場させてアイデアをリサイクルした。
新たに『Superman Lives』と題されたスミスの原案は、ブレイニアックがドゥームズデイを送り込んでスーパーマンを殺害し、さらにレックス・ルーサーとも手を組むが、スーパーマンはクリプトンからやって来たロボットのエラディケーターの手によって復活するという内容であった。スミスのキャスティング構想では、ベン・アフレックがクラーク・ケント（スーパーマン）役、リンダ・フィオレンティーノがロイス・レイン役、ジャック・ニコルソンがレックス・ルーサー役、ファムケ・ヤンセンがマーシー役、ジョン・マホーニーがペリー・ホワイト役、デヴィッド・ハイド・ピアースがエラディケーター役、ジェイソン・リーがブレイニアック役、ジェイソン・ミューズがジミー・オルセン役であった。
監督には、まずロバート・ロドリゲスがオファーされた。彼はスミスの脚本を気に入ったが、『パラサイト』を優先したため断った。スミスは当初より自身の脚本の監督にはティム・バートンを希望しており、バートンは500万ドルのペイ・オア・ペイ（完成しなくてもギャラを全額受け取れる）で契約を交わした。ワーナー・ブラザースは劇場公開日をスーパーマンの生誕60周年となる1998年夏に設定した。スーパーマン役としてバートンは、レイフ・ファインズを考えていたが、ピーターズは、ヒットの見込めるスターであるニコラス・ケイジと2000万ドルのペイ・オア・ペイ契約を交わした。コミックのマニアとしても知られるケイジは「キャラクターを新たに構築したい」と考えた。ピーターズはケイジには「彼（スーパーマン）が宇宙からやって来た存在であると観客に納得させる力がある」と感じていた。バートンも、ケイジのキャスティングについて「スーパーマンの正体がクラーク・ケントだとわからないという設定に説得力をもたせられる。彼は視覚的にキャラクターを変えることができるだろう」と考えた。他のキャスティングは、ケヴィン・スペイシーにはレックス・ルーサー役が、ティム・アレンにはブレイニアック役が交渉された。またブレイニアック役はジム・キャリーも考慮された。ロイス・レイン役の候補としてコートニー・コックスの名が報じられ、またケヴィン・スミスはクリス・ロックをジミー・オルセン役に推薦していることを明かした。さらに、ワンシーンのみ登場するバットマン役として、マイケル・キートンの出演が報じられたが、キートンはMTVのインタビューに「そうとは言えないね」とだけ答えた 視覚効果はインダストリアル・ライト&マジックに依頼された。
撮影は元々1998年初頭開始を予定していた。1997年6月、『Superman Lives』はプリプロダクションに入り、美術部門にはプロダクションデザイナーのリック・ハインリクスが雇われた。ところがバートンはウェズリー・ストリックを新たに脚本家として雇いれ、スミスの脚本をすべて書き直すことにした。これに関してスミスは「スタジオは私がしていたことに満足していた。なのにティム・バートンが関わってきて、契約を交わしたあとにいきなり方向転換して、自分のスーパーマンにしたいと言い出したんだ。そしたらワーナー・ブラザースはどっちを支持するんだ? （低予算映画の）『クラークス』を作った男と、『バットマン』で5億ドルを生み出した男とでだ」と不満を露わにした。ストリックはスミスの脚本を読んだ際、「スーパーマンにエラディケーターと呼ばれる何かが取り付いている」という事実に困惑していた。また彼は、プロットの一部が『ザ・シンプソンズ』のエピソード「誰がバーンズを撃ったか?」にそっくりだと感じた。ストリックが書き直した脚本ではスーパーマンは実存主義者であり、自分のことを地球人からは疎外された存在であると考えていた。彼は一時的に超人的な力を失うが、サポートロボット「K」（声はジャック・ニコルソンが予定された）の協力によって復活し、ブレイニアックとレックス・ルーサーを破るという内容であった。
バートンは舞台となるメトロポリスの主要ロケ地にピッツバーグを選び、サウンド・ステージも予約したが、撮影開始日は延期された。惑星クリプトンのセットの一部が作られたが破棄され、ケイジの着る衣装のデザインも難航した。スタジオはまたタイトルを『Superman Lives』から『Superman Reborn』に戻す検討をした。このままではあまりにも費用がかかりすぎると判断したワーナー・ブラザースは、より実現可能な内容に書き換えるよう、脚本の書き直しをダン・ギルロイに依頼した。ギルロイにより制作費は1億9000万ドルから1億ドルまで引下げられた。しかしながらスタジオは財政的な理由のために早期の製作開始に消極的であり、ギルロイはさらに2つの草案を用意した。1998年4月、最終的にワーナー・ブラザースは映画を保留する道を選び、バートンは1年以上にわたる作業を放棄して降板することを決意した。この時点で3000万ドルが費やされていた。のちにバートンは『Superman Lives』での出来事を、ピーターズやスタジオとの意見の相違を引き合いに出して人生で最悪の経験の1つだと語っている。
1998年9月、映画製作が頓挫したことに失望した脚本家・コミックファンのアレックス・フォードは、『Superman: The Man of Steel』と題した脚本をスタジオ事務所に持ち込んだ。彼は全7章となる映画シリーズの企画を売り込み、最終的に創造性の違いで去ったものの、彼のアプローチはワーナー・ブラザースとピーターズに感銘を与えた。この出来事に関してフォードは「彼らはコミックについて多くを知らないと言えるだろう。彼らにとっての観客は7ドル支払って映画を見る君や私ではない。60ドル支払って玩具やランチボックスを買う両親たちなのだ。それがビジネスであるし、1億5000万ドルの興行収入と6億ドルのマーチャンダイジングはどちらが重要かな?」と語った。
ピーターズはギルロイの脚本を持ってラルフ・ゾンダグ、マイケル・ベイ、シェーカル・カプール、マーティン・キャンベルらへ監督オファーをしたが、全員から断られた。ブレット・ラトナーもまた『天使のくれた時間』のためにオプション契約を断った。その後、サイモン・ウェストとスティーヴン・ノリントンが筆頭候補者となった。1996年6月、ウィリアム・ウィッシャーが新たな脚本執筆のため雇われ、引き続き主演の予定だったニコラス・ケイジもストーリー創造に協力した。しかしケイジは2000年6月にプロジェクトから離脱し、2000年8月にウィッシャーは新しい脚本を提出した。報道によるとそれは『マトリックス』とよく似ていた。2000年10月、マンガ家のキース・ギフェンは、ロボをメインヴィランとした17ページの原案を持ち込んだが採用されなかった。その後、オリバー・ストーンが新たな監督候補となったがほどなく決裂し、2001年4月、ポール・アタナシオが新たな脚本を完成させるために170万ドルで雇われた。ピーターズはスーパーマン役としてウィル・スミスへオファーしたが、スミスはアフリカ系の自分が演じるのは相応しくないだろうとして断った。

#### Batman vs. Superman
2002年2月、J・J・エイブラムスが新たな脚本執筆のために雇われた。「スーパーマンの最期」を描く構想は放棄され、スーパーマンの誕生を初めから描き直すリブート企画として再スタートし、『Superman: Flyby』の題で進められた。プロジェクトはゴーサインが出かけたが、新たな監督候補だったマックGが『チャーリーズ・エンジェル フルスロットル』を優先させ、降板した。スタジオは新たな監督としてウォルフガング・ペーターゼンを起用するが、2001年8月、アンドリュー・ケヴィン・ウォーカーがワーナー・ブラザースに『Batman vs. Superman』と題されたアイデアを持ちかけるとペーターゼンはそちらに興味を示した。エイブラムスの脚本は保留され、アキヴァ・ゴールズマンがウォーカーの草案を書き直すために雇われた。
2002年6月21日時点でのゴールズマンの草案は、ブルース・ウェインが自警活動を辞めてから5年後が舞台であった。ロビンことディック・グレイソン、執事のアルフレッド、ゴードン警部は他界し、ブルースは心を病んでいた。一方、クラーク・ケントもロイス・レインとの離婚で気落ちしていた。ブルースはエリザベス・ミラーと結婚するが、ジョーカーに花嫁を殺され、再びバットスーツを身につけることになる。クラークはブルースを連れ戻そうとするが、ブルースはエリザベスの死の責任はクラークにあると非難し、2人は相反することとなる。しかし、事件の背後にレックス・ルーサーがいたことを知ると、2人は再び手を組むという内容であった。ペーターゼンはヒーロー役の候補としてマット・デイモンを挙げたほか、ジョニー・デップ、コリン・ファレル、ジェームズ・フランコ、ジュード・ロウ、ポール・ウォーカーが候補として検討された。さらにバットマン役は後にクリストファー・ノーランによる『ダークナイト』三部作で起用されるクリスチャン・ベール、スーパーマン役にはジョシュ・ハートネットが、それぞれオファーされた。
撮影は2003年初頭より5〜6ヶ月かけて行われ、2004年夏に公開予定であった。しかしながらワーナー・ブラザースは、検討の末、1本の映画とするよりはスーパーマンとバットマンを個別のプロジェクトとして進める方が得策と考え、『Batman vs. Superman』の中止を決定した。ペーターゼンは「バットマン対スーパーマンの映画が魅力的なコンセプトだから（ワーナー・ブラザース社長の）アラン・ホルンに引き裂かれた」と語った ペーターゼンは将来的に（ベールのバットマンで）『Batman vs. Superman』を監督することに関心を持っており、またブライアン・シンガーも同様であった。後に映画『アイ・アム・レジェンド』のオープニングで、タイムズスクエアにバットマンのシンボルにスーパーマンのシンボルが入ったバナーが登場する。これは同映画の脚本家のでもあり、また『Batman vs. Superman』の脚本にも参加したアキヴァ・ゴールズマンのジョークである。

#### Superman: Flyby
2002年7月、クリプトン星で起こったジョー＝エルと悪の道に走った弟のカタ＝ゾルの内乱を背景とした、J・J・エイブラムスによるオリジン・ストーリー『Superman: Flyby』が出回った。カタ＝ゾルがジョー＝エルを捉える直前に、息子のカル＝エルは地球へと送り込まれる。到着後彼はジョナサンとマーサ・ケント夫妻によって育てられ、後に『デイリー・プラネット』のロイス・レインと恋愛関係を築く。しかしロイスがUFOを調べている政府職員のレックス・ルーサーと出会うと、クラークは世界に自身がスーパーマンであることを明かし、そして地球にカタ＝ゾルの息子のタイ＝ゾルと他3人のクリプトン人が現れる。スーパーマンは戦いに敗れて死亡し、クリプトンの天国へ逝くが、そこでジョー＝エル（刑務所で自殺していた）と再会する。復活したスーパーマンは地球へと戻り、4人のクリプトン人を倒し、続編を匂わせながら物語は終わる。
2002年9月、ブレット・ラトナーが監督として雇われ、2003年末頃撮影開始が予定された。ラトナーはスーパーマン役にジョシュ・ハートネットとジュード・ロウへ接近したが、続編へ出演契約義務があるため、有名俳優をタイトルロールにするのは難しいことが判明した。ハートネットには3作で合計1億ドルの出演料が提示されたが、彼はオファーを断った。『Superman: Flyby』の予算は2億ドル（『Superman Reborn』、『Superman Lives』、『Batman vs. Superman』に費やした額は含まれない）であり、またスタジオは公開日を2004年夏と決定した。クリストファー・ウォーケンはペリー・ホワイト役に交渉され、またラトナーはアンソニー・ホプキンスをジョー＝エル役、レイフ・ファインズをレックス・ルーサー役でキャスティングする構想であった。
プロジェクト・コンサルタントを務めていたクリストファー・リーヴは『ヤング・スーパーマン』でティーンエイジャーのクラーク・ケントを演じていたトム・ウェリングを候補に挙げた。りーヴはさらに「それは永続的な神話なのだから、キャラクターは演じる役者よりも重要だ。それは確かに未知数でなければならない」と付け加えた。さらにポール・ウォーカーにオファーされ、アシュトン・カッチャーがスクリーンテストされブレンダン・フレイザーとマット・ボマーがオーディションを受けた。カッチャーは『ザット'70sショー』とのスケジュール競合、スーパーマンの呪い、タイプキャスティングを理由に拒否した。ジェリー・オコンネルも同役に興味を示し、またデヴィッド・ボレアナズもオーディションを受けたが、結局『エンジェル』とのスケジュール競合で降板した。ビクター・ウェブスターはクラーク・ケントとスーパーマンの両方の衣装を着てスクリーンテストに臨み、またジェームズ・マースデンがラトナー監督と面会した 。スーパーマン役のオーディションを断ったジョエル・エドガートンがタイ＝ゾルのオーディションを受けた後の2003年3月にラトナーはプロジェクトを降板した。ラトナーはキャスティングの難航とジョン・ピーターズとの意見の相違を非難した。
ラトナーの降板後、マックGが監督に復帰し、フレイザーが出演に興味を持っていたが、タイプキャスティングに懸念を抱いていた。ロイス・レイン役にはセルマ・ブレアへ交渉され、さらに視覚効果作業のためESCエンターテインメントが雇われた。視覚効果スーパーバイザーはキム・ライブレリ、「プロトタイプスーツ」のデザインはスタン・ウィンストンが務める。マックGはジミー・オルセン役としてシャイア・ラブーフに近づき、またスーパーマンには無名の役者、ロイス・レイン役にはスカーレット・ヨハンソン、レックス・ルーサー役にはジョニー・デップを考えていた。ニール・H・モリッツとギルバート・アドラーがプロデューサーに就任した。マックGはまた、エイブラムスの脚本の書き直しをジョシュ・シュワルツに依頼した。マックGはカナダでの撮影を希望したが、ワーナー・ブラザースはそれよりも費用が2500万ドル少なくて済むオーストラリアでのロケを主張した。さらに彼はジェイソン・ベア、ヘンリー・カヴィル、ジャレッド・パダレッキ、マイケル・キャシディ らを起用してテスト映像を撮っていたが、最終的に降板し、予算やロケ地問題を非難した。彼の希望ロケ地はニューヨークとカナダであったが、ワーナー・ブラザースはオーストラリアのシドニーであった。マックGは「ほかの大陸でアメリカのハートを捕らえるのは不適切」だと感じた。彼は後に自身が飛行機恐怖症であることを認めた。エイブラムスは自ら監督できるように働きかけたが、ワーナー・ブラザースは2004年7月にマックGの代りにブライアン・シンガーを起用し、『スーパーマン リターンズ』へと移った。

## 『スーパーマン リターンズ』（2006年）
ラトナーとマックGが降板した後、ワーナー・ブラザースは幼少の頃よりリチャード・ドナーの『スーパーマン』のファンだったと言われるブライアン・シンガーに声をかけた。シンガーはプリプロダクション段階であった『X-MEN:ファイナル ディシジョン』と『2300年未来への旅』のリメイクを降板し、こちらの企画に移った。この映画は『スーパーマン』及び『スーパーマンII』のオルタナティヴな続編であり、『スーパーマンIII』及び『スーパーマンIV』での出来事は無視されている。シンガーの原案では、クリプトン星の生存者を探すためにスーパーマンが地球を離れてから5年後が描かれる。彼の不在中、ロイス・レインは母親となっており、婚約者となっていた。シンガーはスーパーマン役にはクリストファー・リーヴに似ており当時無名だったブランドン・ラウスを抜擢し、それに対して敵役のレックス・ルーサー (Lex Luthor) 役にはケヴィン・スペイシーを当て、ドナーの流れに追従した。シンガーは『X-MEN2』のスタッフを多く起用した。当時既に故人であったジョー＝エル役のマーロン・ブランドは、デジタル処理を施したアーカイヴ映像により出演を果たした。『スーパーマン リターンズ』は批評家には好意的に受け入れられ、全世界の興行収入は約3億9100万ドルに達した。

### 企画された続編
『スーパーマン リターンズ』公開4ヶ月前となる2006年2月、ワーナー・ブラザースは2009年半ばにその続編を公開することを発表し、ブライアン・シンガーも引き続いて監督契約を交わした。ブランドン・ラウス、ケイト・ボスワース、ケヴィン・スペイシー、サム・ハンティントン、フランク・ランジェラ、トリスタン・レイク・リーブも続投が報じられた。この契約のため、シンガーは『2300年未来への旅』のリメイクと『The Mayor of Castro Street』の映画化企画を降板した。脚本家のマイケル・ドハティは、ブレイニアックやビザロといった「他のクリプトン人」を悪役とし、「アクションを詰め込んだ」続編にすることを望んだ。『スーパーマン リターンズ』の最後に宇宙を漂う「ニュークリプトン」はプロット・デヴァイスとなる予定であった。『スーパーマン リターンズ』は批評家の反応こそ良かったものの、興行成績はワーナー・ブラザースとレジェンダリー・ピクチャーズの期待を下回る結果に終わった。当時のワーナー・ブラザース社長のアラン・F・ホルンは『スーパーマン リターンズ』は大成功した映画であると説明した上で、「全世界で5億ドルは売り上げなければならなかった。我々は若い男性客を満足させるために、もう少しアクションを入れなければならなかった」と述べた。シンガーはこれに対し「あの映画は4億ドルを生み出した! 私はこの頃、何が平均以下で、何が成功なのかわからない」と苦言を呈した。ワーナー・ブラザースは『スーパーマン リターンズ』の製作費が2億900万ドルであったのに対し、その続編は1億7500万ドルとした。
『スーパーマン リターンズ』の続編の撮影は2007年半ば開始を予定していたが、シンガーが『ワルキューレ』の企画を優先したために停止された。その後、撮影は2008年3月に延期されたが、脚本のドハティとダン・ハリスが他の企画を優先し、降板した。そして2007年から2008年にかけての全米脚本家組合ストライキの影響で公開日は2010年に延期された。2008年3月、シンガーはまだ企画の初期段階にあることを明かした。ラウスは2009年初頭に撮影が始まると予想した。DCコミックス社長のポール・レヴィッツは、ラウスの続編契約が2009年に切れる前に続投することを期待した。しかしながらワーナー・ブラザースはシリーズのリブートを決定し、シンガーもまた『ジャックと天空の巨人』の監督や、『宇宙空母ギャラクティカ』の映画化に興味を示したために降板した。「『スーパーマン リターンズ』は我々が望んだ方向の作品として機能しなかった」と2008年8月にワーナー・ブラザース社長のジェフ・ラビノフは語った。彼は「2006年に『スーパーマン』がヒットしていたら、続編は2009年のクリスマスには公開されていた。現在、今までの全てのバットマンとスーパーマンの映画とも関係がない、新しいスーパーマンを計画中だ」と述べた。

## DCEUシリーズ

### 『マン・オブ・スティール』（2013年）
2008年6月、ワーナー・ブラザースは、新たな『スーパーマン』のために、コミック作家や、脚本家、映画監督らから広く意見を募った。マーク・ウェイドは「『スーパーマン リターンズ』はアン・リーの『ハルク』のようなものだ。『インクレディブル・ハルク』で、観客はあなた方を許し、フランチャイズをやり直させてくれた」。グラント・モリソン、ジェフ・ジョーンズ、ブラッド・メルツァーは、それぞれ自分のアイデアを売りこんだ。モリソンは『All-Star Superman』で、ウェイドは『Superman: Birthright』で彼らが描いた内容に近いものであった。マーク・ミラーは映画監督のマシュー・ヴォーンと組み、合計8時間に及ぶ『スーパーマン』三部作を『ロード・オブ・ザ・リング』のように毎年1本ずつ公開する計画を練った。ミラーはそれを『ゴッドファーザー』三部作と比較し、スーパーマンの生涯を綴ったもので、太古のクリプトンから始まり、太陽が超新星となってスーパーマンが力を失うまでを描くと説明した。2009年8月、ジェリー・シーゲルの遺族に対し、スーパーマンのオリジンの権利と Action Comics #1 におけるシーゲルの著作権を認めた。さらに裁判所は、ワーナー・ブラザースは遺族にこれまでの映画のロイヤリティ料を支払っていなかったという判決を下し、2011年までにスーパーマンの映画の製作を開始できなければシーゲルとシャスターの遺族は損害賠償を請求できるとした。
2008年に『ダークナイト ライジング』の製作に参加していた、デヴィッド・S・ゴイヤーはワーナー・ブラザースが『スーパーマン』のリブートを計画していることを知り、自身のアイディアをクリストファー・ノーランに話した。ゴイヤーのコンセプトに感銘を受けたノーランは2010年2月にスタジオにアイデアを売り込んだ。『ダークナイト』の成功により、スタジオから信頼を得ていたノーランとゴイヤーは、プロデューサーと脚本家として雇われた。ノーランは『スーパーマン リターンズ』をリチャード・ドナーを賞賛しており、また『バットマン ビギンズ』で豪華キャストを起用した理由として『スーパーマン』を挙げ、「（マーロン・）ブランドとグレン・フォードとネッド・ビーティと全ての素晴らしい役者がいた」「当時のスーパーヒーロー映画としてはエキゾチックなアイデアだった」と語っている。ドナーの映画は子供時代の彼に影響を与え、それは「叙事詩的な映画とは何か、子供のころの試金石の一つ」であった。リブート版の監督としてギレルモ・デル・トロへ話が持ちかけられたが、彼は当時『狂気山脈』の映画化契約があったために断り、またロバート・ゼメキスにも声がかけられていた。さらにベン・アフレックが監督候補になっているという噂が流れ、アフレックはそれを否定しなかったが、「私が学んだのは、映画で重要なのは製作費にいくら掛けるや何処で撮影するかではない。ストーリこそが重要だ」と述べた。他にダーレン・アロノフスキー、ダンカン・ジョーンズ、ジョナサン・リーベスマン、マット・リーヴス、トニー・スコットが監督候補に挙がったが、2010年10月に最終的にザック・スナイダーが雇われた。キャスティングは11月より開始された。スーパーマン役はヘンリー・カヴィルに決まった。スーパーマンをアメリカ人以外の俳優が演じるのは史上初めてである。エイミー・アダムスはロイス・レイン、ダイアン・レインがマーサ・ケント、ケビン・コスナーがジョナサン・ケント、マイケル・シャノンが悪役のゾッド将軍、ラッセル・クロウがスーパーマンの実父のジョー＝エルを演じる。またドイツ人女優のアンチュ・トラウェが悪役のファオラを演じる。撮影はバンクーバー・フィルム・スタジオで行われ、タイトルは『Man of Steel』となり、2013年に劇場公開された。本作はまたIMAXでも上映される。

### バットマン vs スーパーマン ジャスティスの誕生（2016年）
2012年10月、ワーナー・ブラザースがスーパーマンのキャラクター権を巡る法廷闘争に勝利すると、2015年に『ジャスティス・リーグ』の映画を公開する計画があることを発表した。それではヘンリー・カヴィルが引き続いてスーパーマンを演じるかは不明ある。2012年11月、『ニューヨーク・ポスト』のインタビューでザック・スナイダーは「私は『ジャスティス・リーグ』がどう扱われるかはわからない。本当に知らない。でも『マン・オブ・スティール』が存在し、スーパーマンもそこに登場する。それを無視して話が進むとは思えない」と述べた。

## キャラクターと俳優
| キャラクター                       | 作品                                                       | 作品                   | 作品                     | 作品                   | 作品                     | 作品                       | 作品                                                | 作品                           |
| キャラクター                       | リーヴ時代                                                 | リーヴ時代             | リーヴ時代               | リーヴ時代             | リーヴ時代               | ラウス時代                 | カヴィル時代                                        | コレンスウェット時代           |
| キャラクター                       | スーパーマン                                               | スーパーマンII         | スーパーマンIII          | スーパーガール         | スーパーマンIV           | スーパーマン リターンズ    | マン・オブ・スティール                              | Superman                       |
| キャラクター                       | キャスト                                                   | キャスト               | キャスト                 | キャスト               | キャスト                 | キャスト                   | キャスト                                            | キャスト                       |
| ---------------------------------- | ---------------------------------------------------------- | ---------------------- | ------------------------ | ---------------------- | ------------------------ | -------------------------- | --------------------------------------------------- | ------------------------------ |
| スーパーマン/ クラーク・ケント     | クリストファー・リーヴ                                     | クリストファー・リーヴ | クリストファー・リーヴ   |                        | クリストファー・リーヴ   | ブランドン・ラウス         | ヘンリー・カヴィル                                  | デヴィッド・コレンスウェット   |
| ロイス・レイン                     | マーゴット・キダー                                         | マーゴット・キダー     | マーゴット・キダー       |                        | マーゴット・キダー       | ケイト・ボスワース         | エイミー・アダムス                                  | レイチェル・ブロズナハン       |
| レックス・ルーサー                 | ジーン・ハックマン                                         | ジーン・ハックマン     |                          |                        | ジーン・ハックマン       | ケヴィン・スペイシー       |                                                     | ニコラス・ホルト               |
| ジョー＝エル                       | マーロン・ブランド                                         |                        |                          |                        |                          | マーロン・ブランド         | ラッセル・クロウ                                    | ブラッドリー・クーパー         |
| ジョナサン・ケント                 | グレン・フォード                                           |                        |                          |                        |                          |                            | ケビン・コスナー                                    | プルイット・テイラー・ヴィンス |
| マーサ・ケント                     | フィリス・サクスター                                       |                        |                          |                        |                          | エヴァ・マリー・セイント   | ダイアン・レイン                                    | ネヴァ・ハウエル               |
| ペリー・ホワイト                   | ジャッキー・クーパー                                       | ジャッキー・クーパー   | ジャッキー・クーパー     |                        | ジャッキー・クーパー     | フランク・ランジェラ       | ローレンス・フィッシュバーン                        | ウェンデル・ピアース           |
| ゾッド将軍                         | テレンス・スタンプ                                         | テレンス・スタンプ     |                          |                        |                          |                            | マイケル・シャノン                                  |                                |
| ジミー・オルセン                   | マーク・マクルーア                                         | マーク・マクルーア     | マーク・マクルーア       | マーク・マクルーア     | マーク・マクルーア       | サム・ハンティントン       |                                                     | スカイラー・ギソンド           |
| ララ                               | スザンナ・ヨーク                                           | スザンナ・ヨーク       |                          |                        |                          |                            | アイェレット・ゾラー                                |                                |
| ノン                               | ジャック・オハローラン                                     | ジャック・オハローラン |                          |                        |                          |                            |                                                     |                                |
| アーサ                             | サラ・ダグラス                                             | サラ・ダグラス         |                          |                        |                          |                            |                                                     |                                |
| イヴ・テッシュマッカー             | ヴァレリー・ペリン                                         | ヴァレリー・ペリン     | サラ・サンパイオ         |                        |                          |                            |                                                     |                                |
| オーティス                         | ネッド・ビーティ                                           | ネッド・ビーティ       | テレンス・ルーズモア     |                        |                          |                            |                                                     |                                |
| ラナ・ラング                       | ダイアン・シェリー                                         |                        | アネット・オトゥール     |                        |                          |                            | ジェイディン・グールド                              |                                |
| ブラッド                           | ブラッド・フロック                                         |                        | ギャヴァン・オハーリー   |                        |                          |                            |                                                     |                                |
| 最長老                             | トレヴァー・ハワード                                       |                        |                          |                        |                          |                            |                                                     |                                |
| ボンド・アー                       | マリア・シェル                                             |                        |                          |                        |                          |                            |                                                     |                                |
| アメリカ合衆国大統領               |                                                            | E・G・マーシャル       |                          |                        |                          |                            |                                                     |                                |
| 保安官                             |                                                            | クリフトン・ジェームズ |                          |                        |                          |                            |                                                     |                                |
| ガス・ゴーマン                     |                                                            |                        | リチャード・プライヤー   |                        |                          |                            |                                                     |                                |
| ローレライ                         |                                                            |                        | パメラ・スティーヴンソン |                        |                          |                            |                                                     |                                |
| ロス・ウェブスター                 |                                                            |                        | ロバート・ヴォーン       |                        |                          |                            |                                                     |                                |
| ヴェラ・ウェブスター               |                                                            |                        | アニー・ロス             |                        |                          |                            |                                                     |                                |
| アルラー                           |                                                            |                        |                          | ミア・ファロー         |                          |                            |                                                     |                                |
| ビアンカ                           |                                                            |                        |                          | ブレンダ・ヴァッカロ   |                          |                            |                                                     |                                |
| イーサン                           |                                                            |                        |                          | ハート・ボックナー     |                          |                            |                                                     |                                |
| カーラ・ゾル＝エル/ スーパーガール |                                                            |                        |                          | ヘレン・スレイター     |                          |                            |                                                     | ミリー・オールコック           |
| ルーシー・レイン                   |                                                            |                        |                          | モーリーン・ティーフィ |                          |                            |                                                     |                                |
| ナイジェル                         |                                                            |                        |                          | ピーター・クック       |                          |                            |                                                     |                                |
| セレナ                             |                                                            |                        |                          | フェイ・ダナウェイ     |                          |                            |                                                     |                                |
| ザルター                           |                                                            |                        |                          | ピーター・オトゥール   |                          |                            |                                                     |                                |
| ゾル＝エル                         |                                                            |                        |                          | サイモン・ウォード     |                          |                            |                                                     |                                |
| デヴィッド・ウォーフィールド       |                                                            |                        |                          |                        | サム・ワナメイカー       |                            |                                                     |                                |
| ハリー・ハウラー                   |                                                            |                        |                          |                        | ウィリアム・フットキンス |                            |                                                     |                                |
| ジャン・ピエール・デュボワ         |                                                            |                        |                          |                        | ジム・ブロードベント     |                            |                                                     |                                |
| レイシー・ウォーフィールド         |                                                            |                        |                          |                        | マリエル・ヘミングウェイ |                            |                                                     |                                |
| レニー                             |                                                            |                        |                          |                        | ジョン・クライヤー       |                            |                                                     |                                |
| ニュークリアマン                   |                                                            |                        |                          |                        | マーク・ピロー           |                            |                                                     |                                |
| ジェイソン・ホワイト               |                                                            |                        |                          |                        |                          | トリスタン・レイク・リーブ |                                                     |                                |
| キティ・コワルスキー               |                                                            |                        |                          |                        |                          | パーカー・ポージー         |                                                     |                                |
| リチャード・ホワイト               |                                                            |                        |                          |                        |                          | ジェームズ・マースデン     |                                                     |                                |
| スタンフォード                     |                                                            |                        |                          |                        |                          | カル・ペン                 |                                                     |                                |
| ハーディー大佐                     |                                                            |                        |                          |                        |                          |                            | クリストファー・メローニ                            |                                |
| エミール・ハミルトン               |                                                            |                        |                          |                        |                          |                            | リチャード・シフ                                    |                                |
| ファオラ                           |                                                            |                        |                          |                        |                          |                            | アンチュ・トラウェ                                  |                                |
| スワンウィック将軍                 |                                                            |                        |                          |                        |                          |                            | ハリー・J・レニックス                               |                                |
| ヘンリー・アッカードソン           |                                                            |                        |                          |                        |                          |                            | ターモー・ペニケット                                |                                |
| セッドウスキー軍曹                 |                                                            |                        |                          |                        |                          |                            | アレッサンドロ・ジュリアーニ                        |                                |
| スティーブ・ロンバード             |                                                            |                        |                          |                        |                          |                            | マイケル・ケリー                                    | ベック・ベネット               |
| ホイットニー・フォードマン         |                                                            |                        |                          |                        |                          |                            | ロバート・ガーディッシ                              |                                |
| 若年期のクラーク                   | ジェフ・イースト リー・クイグリー アーロン・スモリンスキー |                        |                          |                        |                          |                            | ディラン・スプレイベリー クーパー・ティンバーライン |                                |

## 評価

### 興行成績
| 作品                    | 公開日         | 公開日         | 興行成績     | 興行成績                | 興行成績     | 興行成績     | 出典    |
| 作品                    | 米国           | 全世界         | 北米         | 北米 （インフレ調整版） | 北米以外     | 全世界       | 出典    |
| スーパーマン            | 1978年12月15日 | 1978年12月15日 | $134,218,018 | $626,989,884            | $166,000,000 | $300,218,018 | [ 116 ] |
| スーパーマンII          | 1981年6月19日  | 1980年12月4日  | $108,185,706 | $400,059,905            | N/A          | $108,185,706 | [ 117 ] |
| スーパーマンIII         | 1983年6月17日  | 1983年6月17日  | $59,950,623  | $183,397,228            | N/A          | $59,950,623  | [ 118 ] |
| スーパーガール          | 1984年11月21日 | 1984年7月19日  | $14,296,438  | $41,927,670             | N/A          | $14,296,438  | [ 119 ] |
| スーパーマンIV          | 1987年7月24日  | 1987年7月24日  | $15,681,020  | $42,054,897             | N/A          | $15,681,020  | [ 120 ] |
| スーパーマン リターンズ | 2006年6月28日  | 2006年6月28日  | $200,081,192 | $302,400,692            | $191,000,000 | $391,081,192 | [ 121 ] |
|                         |                |                | $532,412,997 | $1,218,027,813          | $357,000,000 | $889,412,997 |         |

### 批評家の反応
| 作品                    | Rotten Tomatoes   | Metacritic      |
| ----------------------- | ----------------- | --------------- |
| スーパーマン            | 95% (55 reviews)  | 88 (12 reviews) |
| スーパーマンII          | 88% (42 reviews)  | 99 (7 reviews)  |
| スーパーマンIII         | 24% (41 reviews)  | N/A             |
| スーパーガール          | 8% (25 reviews)   | N/A             |
| スーパーマンIV          | 10% (30 reviews)  | N/A             |
| スーパーマン リターンズ | 76% (256 reviews) | 72 (40 reviews) |
| 平均値                  | 50%               | 86              |

## フランチャイズコレクション
ワーナー・ブラザースはボックス・セットを3度発売している。2001年5月1日、『The Complete Superman Collection』がDVDとVHSで発売された。このセットには『スーパーマン』、『スーパーマンII』、『スーパーマンIII』、『スーパーマンIV』が収録された。
『スーパーマン リターンズ』の公開された2006年の11月28日、リーヴ作品の新たなDVDが発売された。『スーパーマン』は4枚組、『スーパーマンII』は2枚組、『スーパーマンIII』と『スーパーマンIV』はそれぞれ1枚であった。またそれら全てをセットにした8枚組の『The Christopher Reeve Superman Collection』も発売された。さらに同日、14枚組の『Superman Ultimate Collector's Edition』が発売された。そのセットには前述の4作品に加え、『スーパーマンII リチャード・ドナーCUT版』、『スーパーマン リターンズ』、ドキュメンタリー『ストーリー・オブ・スーパーマン 〜スーパーマンの全て〜』も収録された。
2011年、『スーパーマン アンソロジー』と題されたBlu-rayを発売することが発表された。ボックスセットは2011年6月7日に発売された。この8枚組のセットには『スーパーマン』の劇場版とディレクターズカット版、『スーパーマンII』、『スーパーマンII リチャード・ドナーCUT版』、『スーパーマンIII』、『スーパーマンIV』、『スーパーマン リターンズ』が収録されている。

### 日本で発売されたアイテム
- スーパーマンコレクション DVDコレクターズBOX（DVD3枚組、2001年8月23日発売）

- 【初回限定生産】スーパーマン アルティメット・コレクターズ・エディション（DVD11枚組、2006年12月22日発売）

- 【初回限定生産】スーパーマン モーション・ピクチャー・アンソロジー（Blu-ray8枚組、2012年6月6日発売）

- 【初回限定生産】スーパーマン モーション・ピクチャー・アンソロジー スペシャル・バリューパック Blu-ray版（7枚組、2014年7月23日発売）
  - ディスク1：『スーパーマン 劇場版』本編Blu-ray（モーション・ピクチャー・アンソロジー版と同内容）
  - ディスク2：『スーパーマン ディレクターズカット版』本編Blu-ray（モーション・ピクチャー・アンソロジー版と同内容）
  - ディスク3：『スーパーマンII 冒険篇』本編Blu-ray（モーション・ピクチャー・アンソロジー版と同内容）
  - ディスク4：『スーパーマンII リチャード・ドナーCUT版』本編Blu-ray（モーション・ピクチャー・アンソロジー版と同内容）
  - ディスク5：『スーパーマンIII/電子の要塞』本編Blu-ray（モーション・ピクチャー・アンソロジー版と同内容）
  - ディスク6：『スーパーマンIV/最強の敵』本編Blu-ray（モーション・ピクチャー・アンソロジー版と同内容）
  - ディスク7：『スーパーマン リターンズ』本編Blu-ray（モーション・ピクチャー・アンソロジー版と同内容）
  - リバーシブルジャケット仕様
- 【初回限定生産】スーパーマン モーション・ピクチャー・アンソロジー スペシャル・バリューパック DVD版（7枚組、2014年7月23日発売）
  - ディスク1：『スーパーマン 劇場版』本編DVD（単品版と同様）
  - ディスク2：『スーパーマン ディレクターズカット版』本編DVD（単品版と同様）
  - ディスク3：『スーパーマンII 冒険篇』本編DVD（単品版と同様）
  - ディスク4：『スーパーマンII リチャード・ドナーCUT版』本編DVD（単品版と同様）
  - ディスク5：『スーパーマンIII/電子の要塞』本編DVD（単品版と同様）
  - ディスク6：『スーパーマンIV/最強の敵』本編DVD（単品版と同様）
  - ディスク7：『スーパーマン リターンズ』本編DVD（単品版と同様）
  - リバーシブルジャケット仕様